# Produce 48
Produce 48 (hangul: 프로듀스 48) é um reality show de sobrevivência da Mnet. É um projeto de larga escala em que o público coreano "produz" um girl group escolhendo as integrantes entre 96 trainees do Japão e da Coreia do Sul, bem como o conceito, nome e música de estreia do grupo. É uma colaboração entre o formato coreano Produce 101 e o grupo japonês AKB48. O programa estreou em junho de 2018, indo ao ar toda sexta-feira às 23:00 (KST) ao longo de 12 episódios.

## Conceito
O Produce 48 reúne 96 trainees, sendo 39 integrantes do grupo japonês AKB48 e 57 de diferentes agências de entretenimento da Coreia do Sul, numa disputa para formar o primeiro grupo coreano-japonês, cujo período de atividades se estenderá por dois anos e meio. O conceito de "ídolos que você pode conhecer e cumprimentar", do AKB48, será adaptado, de modo que o grupo se apresentará em seu próprio teatro. As filmagens tiveram início no dia 11 de abril de 2018.

## Promoção
O Produce 48 foi anunciado pela primeira vez no Mnet Asian Music Awards 2017 no Japão em 29 de novembro de 2017, após a apresentação conjunta de Weki Meki, Kim Chung-ha e Pristin, e ex-participantes dos survival shows Produce 101, Idol School e os grupos Fromis 9 e AKB48. O primeiro teaser do programa foi revelado em 11 de abril e, no mesmo dia, os treinadores que auxiliarão na preparação das trainees durante o programa foram anunciados.
Em 18 de abril, a Mnet anunciou que Lee Seung-gi faria o papel de MC para esta temporada, assumindo a posição ocupada por BoA na temporada anterior. Ele seria "o mensageiro e representante dos espectadores".
Em 21 de abril, foi revelado que todas as 11 integrantes do I.O.I e Wanna One, grupos formados nas temporadas anteriores do programa, participariam das gravações das trainees para o programa M Countdown, no dia seguinte, para mostrar apoio. Na ocasião, as participantes apresentaram a música tema da temporada..

## Mentores
Foram recrutados diversos artistas experientes para o treinamento das garotas:
- Vocal: Lee Hongki, do grupo F.T. Island, e Soyou, ex-membro do grupo Sistar.

- Rap: Cheetah.

- Dança: Bae Yoon-jeong, Choi Young-joon e May J Lee, do estúdio de dança 1MILLION.
- Kahi - um dia de Jurada de Dança
- Um dia de mentor(a) - Bora
- Participações; Somi, Daniel, Chungha e Bora

## Participantes[7]

### Coreanas
57 participantes coreanas de várias companhias da Coreia do Sul se candidataram para participar do programa.
| #  | Participante    | Participante    | Medidas | Medidas | Medidas | Nascimento | Nascimento     | Tempo de treinamento | Agência                   | Status    | Informação Adicional                                     |
| #  | Romanizado      | Hangul          | Altura  | Peso    | Sangue  | Ano        | País           | Tempo de treinamento | Agência                   | Status    | Informação Adicional                                     |
| 1  | Kang Hye Won    | 강혜원          | 1,63cm  | 43kg    | B       | 1999       | Coreia do Sul  | 9 meses              | 8D Creative               | Presente  | Ex-membro do Iz*One                                      |
| 2  | Kim Cho Yeon    | 김초연          | 1,64cm  | 44kg    | B       | 2001       | Coreia do Sul  | 1 ano e 6 meses      | A Team                    | Eliminada | Ex-membro do BugAboo                                     |
| 3  | Kim Na Young    | 김나영          | 1,55cm  | 43kg    | O       | 2002       | Coreia do Sul  | 1 ano e 7 meses      | Banana Culture            | Eliminada | Membro do Lightsum                                       |
| 4  | Kim Da Hye      | 김다혜          | 1,66cm  | 47kg    | O       | 2002       | Coreia do Sul  | 1 ano e 1 mês        | Banana Culture            | Eliminada | —                                                        |
| 5  | Ko Yu Jin       | 고유진          | 1,62cm  | 46kg    | B       | 2000       | Coreia do Sul  | 2 anos e 8 meses     | Blockberry Creative       | Eliminada | —                                                        |
| 6  | Kim Da Yeon     | 김다연          | 1,58cm  | 41kg    | A       | 2003       | Coreia do Sul  | 8 meses              | CNC                       | Eliminada | Membro do Kep1er                                         |
| 7  | Kim Yu Bin      | 김유빈          | 1,66cm  | 47kg    | B       | 2002       | Coreia do Sul  | 1 ano                | CNC                       | Eliminada | —                                                        |
| 8  | Yoon Eun Bin    | 윤은빈          | 1,54cm  | 38kg    | O       | 2004       | Coreia do Sul  | 11 meses             | CNC                       | Eliminada | —                                                        |
| 9  | Lee Yu Jeong    | 이 유정         | 1,60cm  | 41kg    | AB      | 14/06/2004 | Coreia do Sul  | 6 meses              | CNC                       | Eliminada | Membro do Lightsum                                       |
| 10 | Hong Ye Ji      | 홍예지          | 1,62cm  | 45kg    | A       | 2002       | Coreia do Sul  | 11 meses             | CNC                       | Eliminada | —                                                        |
| 11 | Kim Hyun Ah     | 김현아          | 1,71cm  | 56kg    | A       | 1995       | Coreia do Sul  | 5 anos e 6 meses     | COLLAZZO Company          | Eliminada | —                                                        |
| 12 | Han Cho Won     | 한초원          | 1,68cm  | 50kg    | O       | 16/09/2002 | Coreia do Sul  | 1 ano e 10 meses     | Cube Entertainment        | Eliminada | Membro do Lightsum                                       |
| 13 | Shin Su Hyun    | 신수현          | 1,63cm  | 45kg    | B       | 27/02/1996 | Coreia do Sul  | 11 meses             | FAVE Entertainment        | Eliminada | Participou do Mix Nine                                   |
| 14 | Kim Do Ah       | 김도아          | 1,63cm  | 42kg    | O       | 2003       | Coreia do Sul  | 1 ano e 2 meses      | FENT                      | Eliminada | —                                                        |
| 15 | Park Hae Yoon   | 박해윤          | 1,57cm  | 43kg    | A       | 1996       | Coreia do Sul  | 3 anos e 10 meses    | FNC Entertainment         | Eliminada | Membro do Cherry Bullet                                  |
| 16 | Cho Ah Yeong    | 조아영          | 1,57cm  | 44kg    | B       | 2001       | Coreia do Sul  | 1 ano e 7 meses      | FNC Entertainment         | Eliminada | —                                                        |
| 17 | Kim Min Seo     | 김민서          | 1,66cm  | 44kg    | AB      | 2002       | Coreia do Sul  | 7 meses              | HOW Entertainment         | Eliminada | —                                                        |
| 18 | Wang Ke         | 왕크어          | 1,65cm  | 45kg    | O       | 05/11/2000 | China          | 8 meses              | HOW Entertainment         | Eliminada | —                                                        |
| 19 | Yu Min Young    | 유민영          | 1,63cm  | 43kg    | O       | 2000       | Coreia do Sul  | 6 meses              | HOW Entertainment         | Eliminada | —                                                        |
| 20 | Park Seo Young  | 박서영          | 1,62cm  | 43kg    | B       | 1999       | Coreia do Sul  | 8 anos               | Individual Trainee        | Eliminada | Ex-trainee da YG.                                        |
| 21 | Park Jinny      | 박진희          | 1,64cm  | 46kg    | B       | 1998       | Coreia do Sul  | 5 anos               | Individual Trainee        | Eliminada | Membro do Secret Number                                  |
| 22 | Son Eun Chae    | 손은채          | 1,54cm  | 38kg    | A       | 1999       | Coreia do Sul  | 6 meses              | Million Market            | Eliminada | Ex-membro do BugAboo                                     |
| 23 | Cho Sa Rang     | 조사랑          | 1,55cm  | 43kg    | AB      | 2003       | Coreia do Sul  | 6 meses              | Million Market            | Eliminada | —                                                        |
| 24 | Won Seo Yeon    | 원서연          | 1,67cm  | 50kg    | AB      | 2000       | Coreia do Sul  | 7 meses              | MMO Entertainment         | Eliminada | —                                                        |
| 25 | Park Min Ji     | 박민지          | 1,64cm  | 50kg    | O       | 31/03/1999 | Coreia do Sul  | 2 anos e 4 meses     | MND17                     | Eliminada | Participou do Produce 101 e Membro do Secret Number      |
| 26 | Park Chan Ju    | 박찬주          | 1,63cm  | 50kg    | B       | 1999       | Coreia do Sul  | 2 anos e 1 mês       | MND17                     | Eliminada | —                                                        |
| 27 | Lee Chae Jeong  | 이채정          | 1,64cm  | 48kg    | AB      | 1999       | Coreia do Sul  | 3 anos e 6 meses     | MND17                     | Eliminada | —                                                        |
| 28 | Lee Ha Eun      | 이하은          | 1,53cm  | 42kg    | O       | 2004       | Coreia do Sul  | 2 anos e 4 meses     | MNH Entertainment         | Eliminada | —                                                        |
| 29 | Yoon Hae Sol    | 윤해솔          | 1,72cm  | 55kg    | AB      | 1997       | Coreia do Sul  | 3 anos e 4 meses     | Music Works               | Eliminada | —                                                        |
| 30 | Choi So Eun     | 최소은          | 1,63cm  | 45kg    | B       | 2001       | Coreia do Sul  | 10 meses             | Music Works               | Eliminada | —                                                        |
| 31 | Lee Ka Eun      | 이가은          | 1,69cm  | 53kg    | AB      | 20/08/1994 | Coreia do Sul  | 6 anos e 11 meses    | Pledis Entertainment      | Eliminada | Membro do grupo After School                             |
| 32 | Huh Yun Jin     | 허윤진          | 1,70cm  | 53kg    | B       | 2001       | Coreia do Sul  | 6 meses              | Pledis Entertainment      | Eliminada | Membro do grupo LE SSERAFIM                              |
| 33 | Na Go Eun       | 나고은          | 1,60cm  | 44kg    | B       | 1999       | Coreia do Sul  | 1 ano                | Rainbow Bridge World      | Eliminada | Membro do grupo Purple Kiss                              |
| 34 | Park Ji Eun     | 박지은          | 1,66cm  | 49kg    | A       | 1997       | Coreia do Sul  | 4 anos e 1 mês       | Rainbow Bridge World      | Eliminada | Ex-membro do grupo Purple Kiss                           |
| 35 | Ahn Yu Jin      | 안유진          | 1,68cm  | 48kg    | A       | 2003       | Coreia do Sul  | 1 ano e 4 meses      | Starship Entertainment    | Presente  | Membro do grupo IVE                                      |
| 36 | Jang Won Young  | 장원영          | 1,68cm  | 47kg    | O       | 2004       | Coreia do Sul  | 1 ano e 2 meses      | Starship Entertainment    | Presente  | Membro do grupo IVE                                      |
| 37 | Cho Ka Hyeon    | 조가현          | 1,61cm  | 49kg    | B       | 2003       | Coreia do Sul  | 1 ano e 8 meses      | Starship Entertainment    | Eliminada | —                                                        |
| 38 | Bae Eun Young   | 배은영          | 1,63cm  | 50kg    | B       | 23/05/1997 | Coreia do Sul  | 9 meses              | Stone Music Entertainment | Eliminada | Participaram do Idol School                              |
| 39 | Lee Si An       | 이시안          | 1,70cm  | 53kg    | A       | 25/02/1999 | Coreia do Sul  | 9 meses              | Stone Music Entertainment | Eliminada | Participaram do Idol School                              |
| 40 | Jo Yu Ri        | 조유리          | 1,60cm  | 45kg    | AB      | 22/10/2001 | Coreia do Sul  | 9 meses              | Stone Music Entertainment | Presente  | Participou do Idol School, Ex-membro do Iz*One e Solista |
| 41 | Jang Gyu Ri     | 장규리          | 1,68cm  | 51kg    | B       | 27/12/1997 | Coreia do Sul  | 9 meses              | Stone Music Entertainment | Eliminada | Ex-membro do grupo fromis_9                              |
| 42 | Kim Min Joo     | 김민주          | 1,65cm  | 45kg    | AB      | 2001       | Coreia do Sul  | 2 anos e 10 meses    | Urban Works               | Presente  | Ex-membro do Iz*One                                      |
| 43 | Kang Da Min     | 강다민          | 1,62cm  | 42kg    | AB      | 2004       | Coreia do Sul  | 11 meses             | Wellmade Yedang           | Eliminada | —                                                        |
| 44 | Hwang So Yeon   | 황소연          | 1,65cm  | 47kg    | A       | 2000       | Coreia do Sul  | 1 ano                | Wellmade Yedang           | Eliminada | —                                                        |
| 45 | Lee Seung Hyeon | 이승현          | 1,71cm  | 55kg    | B       | 2001       | Coreia do Sul  | 2 anos e 5 meses     | WM Entertainment          | Eliminada | —                                                        |
| 46 | Lee Chae Yeon   | 이채연          | 1,64cm  | 47kg    | A       | 11/01/2000 | Coreia do Sul  | 4 anos e 1 mês       | WM Entertainment          | Presente  | Participou do SIXTEEN e Solista                          |
| 47 | Cho Yeong In    | 조영인          | 1,66cm  | 53kg    | A       | 2001       | Coreia do Sul  | 10 meses             | WM Entertainment          | Eliminada | —                                                        |
| 48 | Kwon Eun Bi     | 권은비          | 1,60cm  | 46kg    | A       | 1995       | Coreia do Sul  | 5 anos e 6 meses     | Woollim Entertainment     | Presente  | Ex-membro do Iz*One e Solista                            |
| 49 | Kim So Hee      | 김소희          | 1,59cm  | 46kg    | A       | 2003       | Coreia do Sul  | 8 meses              | Woollim Entertainment     | Eliminada | Membro do Rocket Punch                                   |
| 50 | Kim Su Yun      | 김수윤          | 1,70cm  | 52kg    | A       | 2001       | Coreia do Sul  | 9 meses              | Woollim Entertainment     | Eliminada | Membro do Rocket Punch                                   |
| 51 | Kim Chae Won    | 김채원          | 1,63cm  | 42kg    | B       | 2000       | Coreia do Sul  | 11 meses             | Woollim Entertainment     | Presente  | Membro do grupo LE SSERAFIM                              |
| 52 | Ahn Ye Won      | 안예원          | 1,72cm  | 52kg    | O       | 2001       | Coreia do Sul  | 4 meses              | YG KPlus                  | Eliminada | —                                                        |
| 53 | Choi Yein Soo   | 최연수          | 1,70cm  | 49kg    | O       | 1999       | Coreia do Sul  | 4 meses              | YG KPlus                  | Eliminada | —                                                        |
| 54 | Kim Si Hyeon    | 김시현          | 1,68cm  | 51kg    | B       | 05/08/1999 | Coreia do Sul  | 2 anos e 2 meses     | Yuehua Entertainment      | Eliminada | Participou do Produce 101 e Membro do Everglow           |
| 55 | Wang Yi Ren     | 왕이런          | 1,63cm  | 42kg    | AB      | 29/12/2000 | China          | 1 ano e 4 meses      | Yuehua Entertainment      | Eliminada | Membro do Everglow                                       |
| 56 | Choi Ye Na      | 최예나          | 1,63cm  | 45kg    | A       | 1999       | Coreia do Sul  | 3 anos e 5 meses     | Yuehua Entertainment      | Presente  | Ex-membro do Iz*One e Solista                            |
| 57 | Alex Christine  | 알렉스 크리스틴 | 1,50cm  | 42kg    | —       | 1996       | Estados Unidos | 2 anos e 11 meses    | ZB Label                  | Eliminada | Solista                                                  |

### Japonesas
39 participantes japonesas dos principais grupos do Japão (AKB48, HKT48, NMB48, NGT48 e SKE48) se candidataram para participar do programa.
| #  | Participante      | Participante      | Participante | Participante    | Medidas | Medidas | Medidas | Nascimento | Nascimento | Status           | Equipe         | Grupo                                       |
| #  | Romanizado        | Kana              | Kanji        | Hangul          | Altura  | Peso    | Sangue  | Ano        | País       | Status           | Equipe         | Grupo                                       |
| 1  | Goto Moe          | ごとう もえ       | 後藤萌咲     | 고토 모에       | 168cm   | 43kg    | O       | 20/05/2001 | Japão      | Eliminada        | Team A         | AKB48                                       |
| 2  | Miyazaki Miho     | みやざき みほ     | 宮崎美穂     | 미야자키 미호   | 159cm   | ---     | O       | 30/07/1993 | Japão      | Eliminada        | Team A         | AKB48                                       |
| 3  | Miyawaki Sakura   | みやわき さくら   | 宮脇 咲良    | 미야와키 사쿠라 | 163cm   | 46kg    | A       | 19/03/1998 | Japão      | Presente         | Team A         | Membro do grupo LE SSERAFIM                 |
| 4  | Shinozaki Ayana   | しのざき あやな   | 篠崎彩奈     | 시노자키 아야나 | 155cm   | 42kg    | B       | 08/01/1996 | Japão      | Eliminada        | Team A         | AKB48                                       |
| 5  | Chiba Erii        | ちば えりい       | 千葉惠里     | 치바 에리이     | 162cm   | 40kg    | —       | 27/10/2003 | Japão      | Eliminada        | Team A         | AKB48                                       |
| 6  | Sato Minami       | さとう みなみ     | 佐藤美波     | 사토 미나미     | 162cm   | 42kg    | O       | 03/08/2003 | Japão      | Eliminada        | Team A         | AKB48                                       |
| 7  | Asai Nanami       | あさい ななみ     | 浅井七海     | 아사이 나나미   | 166cm   | ---     | O       | 20/05/2000 | Japão      | Eliminada        | Team 4         | AKB48                                       |
| 8  | Nagano Serika     | ながの せりか     | 永野芹佳     | 나가노 세리카   | 157cm   | 43.5kg  | O       | 27/03/2001 | Japão      | Eliminada        | Team 8 & 4     | AKB48                                       |
| 9  | Shitao Miu        | したお みう       | 下尾美羽     | 시타오 미우     | 161cm   | 48kg    | A       | 03/04/2001 | Japão      | Eliminada        | Team 8 & A     | AKB48                                       |
| 10 | Honda Hitomi      | ほんだ ひとみ     | 本田仁美     | 혼다 히토미     | 158cm   | 44.4kg  | A       | 06/10/2001 | Japão      | Presente         | Team 8 & B     | AKB48                                       |
| 11 | Nakano Ikumi      | なかの いくみ     | 中野郁海     | 나카노 이쿠미   | 166.7cm | 50kg    | —       | 20/08/2000 | Japão      | Eliminada        | Team 8 & K     | AKB48                                       |
| 12 | Oda Erina         | おだ えりな       | 小田绘里奈   | 오다 에리나     | 165cm   | ---     | A       | 25/04/1997 | Japão      | Eliminada        | Team 8 & K     | AKB48                                       |
| 13 | Nakanishi Chiyori | なかにし ちより   | 中西智代梨   | 나카니시 치요리 | 160cm   | 49kg    | O       | 12/05/1995 | Japão      | Eliminada        | Team B         | AKB48                                       |
| 14 | Iwatate Saho      | いわたて さほ     | 岩立沙穂     | 이와타테 사호   | 157cm   | 44.5kg  | B       | 04/10/1994 | Japão      | Eliminada        | Team B         | AKB48                                       |
| 15 | Takahashi Juri    | たかはし じゅり   | 高橋朱里     | 타카하시 쥬리   | 159cm   | 44kg    | O       | 03/10/1997 | Japão      | Eliminada        | Team B         | Ex-membro do AKB48 e Membro do Rocket Punch |
| 16 | Takeuchi Miyu     | たけうち みゆ     | 竹内美宥     | 타케우치 미유   | 156cm   | 42.5kg  | O       | 12/01/1996 | Japão      | Eliminada        | Team B         | Ex-membro do AKB48                          |
| 17 | Mogi Shinobu      | もぎ しのぶ       | 茂木忍       | 모기 시노부     | 162cm   | 52kg    | AB      | 16/02/1997 | Japão      | Eliminada        | Team K         | AKB48                                       |
| 18 | Muto Tomu         | むとう とむ       | 武藤十夢     | 무토 토무       | 156cm   | 41kg    | B       | 25/11/1994 | Japão      | Eliminada        | Team K         | AKB48                                       |
| 19 | Ichikawa Manami   | いちかわ まなみ   | 市川愛美     | 이치카와 마나미 | 157cm   | 43kg    | A       | 26/08/1999 | Japão      | Eliminada        | Team K         | AKB48                                       |
| 20 | Kojima Mako       | こじま まこ       | 小嶋真子     | 코지마 마코     | 163cm   | 48kg    | O       | 30/05/1997 | Japão      | Eliminada        | Team K         | AKB48                                       |
| 21 | Matsui Jurina     | まつい じゅりな   | 松井珠理奈   | 마츠이 쥬리 나  | 163cm   | ---     | B       | 08/03/1997 | Japão      | Saiu Do Programa | Team S         | SKE48                                       |
| 22 | Matsuoka Natsumi  | まつおか なつみ   | 松岡菜摘     | 마츠오카 나츠미 | 161cm   | 46kg    | A       | 08/08/1996 | Japão      | Eliminada        | Team H         | HKT48                                       |
| 23 | Yabuki Nako       | やぶき なこ       | 矢吹奈子     | 야부키 나코     | 149cm   | 40kg    | --      | 18/06/2001 | Japão      | Presente         | Team H         | HKT48                                       |
| 24 | Imada Mina        | いまだ みな       | 今田美奈     | 이마다 미나     | 168cm   | 56kg    | --      | 05/03/1997 | Japão      | Eliminada        | Team KVI       | HKT48                                       |
| 25 | Motomura Aoi      | もとむら あおい   | 本村碧唯     | 모토무라 아오이 | 155cm   | 43kg    | A       | 31/05/1997 | Japão      | Eliminada        | Team KVI       | HKT48                                       |
| 26 | Aramaki Misaki    | あらまき みさき   | 荒巻美咲     | 아라마키 미사키 | 160.5cm | 46.6kg  | --      | 28/01/2001 | Japão      | Eliminada        | Team TII       | HKT48                                       |
| 27 | Murakawa Bibian   | むらかわ びびあん | 村川 緋杏    | 무라카와 비비안 | 157cm   | 46kg    | O       | 03/12/1999 | Japão      | Eliminada        | Team TII       | HKT48                                       |
| 28 | Murase Sae        | むらせ さえ       | 村瀬紗英     | 무라세 사에     | 159cm   | 44kg    | A       | 30/03/1997 | Japão      | Eliminada        | Team BII       | NMB48                                       |
| 29 | Kato Yuuka        | かとう ゆうか     | 加藤夕夏     | 카토 유우카     | 163cm   | 50kg    | A       | 01/08/1997 | Japão      | Eliminada        | Team M         | NMB48                                       |
| 30 | Shiroma Miru      | しろま みる       | 白間美瑠     | 시로마 미루     | 160cm   | 49kg    | B       | 14/10/1997 | Japão      | Eliminada        | Team M/ Team A | NMB48/ AKB48                                |
| 31 | Naiki Kokoro      | ないき こころ     | 内木志       | 나이키 코코로   | 163cm   | 48kg    | A       | 06/04/1997 | Japão      | Eliminada        | Team N         | NMB48                                       |
| 32 | Asai Yuka         | あさい ゆうか     | 浅井裕華     | 아사이 유우카   | 160cm   | 47kg    | O       | 10/11/2003 | Japão      | Eliminada        | Team E         | SKE48                                       |
| 33 | Yamada Noe        | やまだ のえ       | 山田野絵     | 야마다 노에     | 160cm   | 45kg    | A       | 07/10/1999 | Japão      | Eliminada        | Team NIII      | NGT48                                       |
| 34 | Hasegawa Rena     | はせがわ れな     | 長谷川玲奈   | 하세가와 레나   | 163cm   | 47.5kg  | O       | 15/03/2001 | Japão      | Eliminada        | Team NIII      | NGT48                                       |

### Discografia[8][7]
Em 10 de maio de 2018, foi lançado um single promocional do programa nas versões coreana, japonesa e mista (nas duas línguas), o single chama-se Nekkoya (Pick Me).
No episódio 10, as 30 participantes restantes até então formaram 6 grupos e performaram as primeiras músicas originais do programa. No último episódio foram performadas mais duas músicas pelas 20 participantes restantes. 
| Álbum                            | Música                                                  | Equipe                                                        | Integrantes |
| -------------------------------- | ------------------------------------------------------- | ------------------------------------------------------------- | --- |
| PRODUCE 48 - 내꺼야 (PICK ME)    | NEKKOYA (PICK ME)                                       | ---                                                           | Produce 48 |
| PRODUCE 48 - 30 Girls 6 Concepts | Rollin` Rollin`                                         | 러브포션 (Love Potion)                                        | Jang Won young; Honda Hitomi; Kim Do Ah; Kim Na Young; Shiroma Miru.                                                    |
| PRODUCE 48 - 30 Girls 6 Concepts | 너에게 닿기를 (To reach you)                            | 기억 조작단 (Memory Fabricators)                              | Jang Gyuri; Na Goeun; Jo Yuri; Yabuki Nako; Kim Chaewon.                                                                |
| PRODUCE 48 - 30 Girls 6 Concepts | Rumor                                                   | 국.슈 (국프의 핫이슈) [H.I.N.P (Hot Issue of Ntl. Producers)] | Lee Sian; Kwon Eunbi; Han Chowon; Murase Sae; Kim Sihyun.                                                               |
| PRODUCE 48 - 30 Girls 6 Concepts | 다시 만나 (See you again)                               | 약속 (The Promise)                                            | Wang Yiren; Park Haeyoon; Takeuchi Miyu; Kang Hyewon; Miyawaki Sakura.                                                  |
| PRODUCE 48 - 30 Girls 6 Concepts | 1000%                                                   | SummerWish                                                    | Kim Minju; Lee Chaeyeon; Miyazaki Miho; Goto Moe; Shitao Miu.                                                           |
| PRODUCE 48 - 30 Girls 6 Concepts | IAM                                                     | 새벽한시 (1AM)                                                | An Yujin; Lee Kaeun; Ho Yunjin; Choi Yena; Takahashi Juri.                                                              |
| PRODUCE 48 - FINAL               | 앞으로 잘 부탁해 (We Together)                          | ---                                                           | Lee Chaeyeon; Honda Hitomi; Jo Yuri; Jang Won Young; Park Haeyoon; Takeuchi Miyu; Yabuki Nako; Miyazaki Miho; An Yujin. |
| PRODUCE 48 - FINAL               | 반해버리잖아? (好きになっちゃうだろう？) [Chush On You] | ---                                                           | Choi Yena; Han Chowon; Kim Hyewon; Kwon Eunbi; Lee Kaeun; Miyawaki Sakura; Shitao Miu; Kim Chaewon; Takahashi Juri.     |

## Resultado
No dia 31 de agosto de 2018, foi transmitido o ultimo episódio, que revelou as 12 trainees que debutaram no grupo chamado IZ*ONE.
| Posição | Nome            | Empresa / Grupo           | Votos   |
| ------- | --------------- | ------------------------- | ------- |
| 1       | Jang Wonyoung   | Starship Entertainment    | 338,366 |
| 2       | Miyawaki Sakura | AKB48 e HKT48             | 316,105 |
| 3       | Jo Yuri         | Stone Music Entertainment | 294,734 |
| 4       | Choi Yena       | Yuehua Entertainment      | 285,385 |
| 5       | Ahn Yu Jin      | Starship Entertainment    | 280,487 |
| 6       | Yabuki Nako     | HKT48                     | 261,788 |
| 7       | Kwon Eunbi      | Woolim Entertainment      | 250,212 |
| 8       | Kang Hye Won    | 8D Creative               | 248,432 |
| 9       | Honda Hitomi    | AKB48                     | 240,418 |
| 10      | Kim Chae Won    | Woolim Entertainment      | 238,192 |
| 11      | Kim Min Joo     | Urban Works               | 227,061 |
| 12      | Lee Chae Yeon   | WM Entertainmnet          | 221,273 |